# 赫罗尼莫·萨维德拉
赫罗尼莫·萨维德拉·阿塞韦多（西班牙語：Jerónimo Saavedra Acevedo，1936年7月3日—2023年11月21日）是西班牙加那利群岛出身的政治家，西班牙工人社会党党员。两次就任加那利群岛自治政府主席。

## 生平
1936年出生于大加那利岛的拉斯帕尔马斯。毕业于当地耶稣会中学，在马德里大学学习法学，曾在科隆大学和佛罗伦萨大学进修，担任拉古纳大学劳动法教授。1972年加入西班牙工人社会党和劳动者总联盟。1977年当选为加那利群岛社会党总书记，1976年至1983年任执行委员会委员。
1977年当选民主转型后首届眾議院议员，代表拉斯帕尔马斯选区。1982年11月至1987年7月担任加那利群岛自治政府主席。1991年7月至1993年4月再次担任加那利群岛自治政府主席。1993年至1995年在冈萨雷斯内阁中出公共行政大臣，1995年至1996年出任教育与科学大臣。
1999年至2003年受加那利群岛议会委派，担任西班牙參議院议员。
2007年当选拉斯帕尔马斯市长，打破了该市在保守派人民党下的长期执政局面。2001年至2018年被加那利群岛议会任命为申訴專員。

## 个人生活
2000年，在一场关于出櫃书籍的发布会上，他公开承认自己是男同性戀。